# Chel Mertens
Chel Mertens (Tjimahi, 8 januari 1939 – Zunderdorp,  14 februari 2019) was een Nederlands parlementariër voor D66.
Mertens doorliep de lagere school in Semarang en 's-Hertogenbosch en aldaar ook het Sint-Jans Lyceum. Hij studeerde aanvankelijk geneeskunde aan de Katholieke Universiteit Nijmegen en later wis- en natuurkunde aan de Rijksuniversiteit Utrecht. Beide studies bleven onvoltooid. Hij trouwde met een arts en was zelf huisman en publicist. Hij vervulde verschillende partijpolitieke functies binnen D66. Hij was onder meer lid van het hoofdbestuur en politiek secretaris. Mertens werd in 1977 gekozen in de Tweede Kamer. Hier zou hij blijven tot 1982. In de Tweede Kamer hadden vooral onderwijs, media, cultuur en wetenschapsbeleid zijn belangstelling. Hij diende in 1980 een initiatiefwetsvoorstel in tot herstructurering van het wetenschappelijk en hoger-beroepsonderwijs. Dit voorstel werd later ingetrokken. Na zijn Kamerlidmaatschap richtte hij een adviesbureau voor het onderwijs op. Op 30 april 1980 bleef hij vanwege principiële redenen weg bij de inhuldiging van koningin Beatrix. Hij was van 1994 tot 1995 lid van de Eerste Kamer.

## Publicaties
- Universitaire reacties op de nota Posthumus (1970)
- Kritiek Voorontwerp Wet Herstructurering W.O. (1971)
- Nota Het halve ei of de lege dop, een analyse van de verkiezingsnederlaag D'66 (november 1972)
- "D'66 en de progressieve meerderheid", in: Socialisme & Democratie (1975)
- Informatie. Van technologie tot welvaartsbron (met mr. dr. C.A. de Feyter (1993))

- Nederlandse Thesaurus van Auteursnamen: 146625471
- Parlement.com: vg09lli4zmze
- Virtual International Authority File: 289309265
- WorldCat: E39PBJcKFTtCcRPhVXJ9mGWVYP